# Земља Израел
Ерец Израел (хебр.  [] — Ерец Јисраел — „Земља Израел”, скраћ. א"י) се односи на земљу која је чинила древне краљевине Самарије и Јудеје (Света земља). Ова територија обухвата савремени Израел, Западну обалу и Појас Газе, као и делове савременог Јордана, југозападне Сирије и јужног Либана.
Током Британског мандата у Палестини, назив Ерец Израел је био део званичног назива територије када је писан хебрејски. У савременом контексту, овим термином означавају се само територије које су биле под Мандатом, односно Израел, Западна обала и Појас Газе, и некада Трансјордан (данас Јордан).